# Juanes
Juanes   (Carolina del Príncipe, 9 d'agost de 1972) nom artístic de Juan Esteban Aristizábal Vásquez, és un cantant colombià. Des del llançament del seu àlbum debut en solitari, Fíjate Bien, l'any 2000, Juanes ha guanyat 26 premis Grammy Llatins i ha venut més de 15 milions de discos a tot el món, convertint-se en un dels artistes de música llatina més venuts de tots els temps.
Una de les seves cançons més conegudes és La Camisa Negra, que va despertar polèmica, ja que va ser utilitzada per fer apologia del neofeixisme a Itàlia.

## Biografia
Juanes va néixer a Medellín, Colòmbia. Quan tenia set anys, el seu pare i els seus germans van començar a ensenyar-li a tocar la guitarra. La seva passió per l'instrument el va portar a descobrir gèneres musicals senzills com ara sons tradicionals com el tango i el vallenato, així com la música folklòrica russa.
Va créixer a Medellín durant el punt àlgid del regnat del cap de la droga Pablo Escobar, quan la ciutat tenia la taxa d'homicidis més alta del món. Durant la seva infància, Juanes va presenciar una guerra civil en què van morir centenars de persones. El seu cosí va ser assassinat per segrestadors, i uns homes armats també van executar un amic íntim. Per agreujar encara més el dolor i la desesperació de Juanes, el seu pare va morir de càncer. Aquest període va donar forma a la consciència social de Juanes, que va dir que "Colòmbia ha patit tant que l'única manera de seguir endavant és imaginar un país millor".
D'adolescent, Juanes va estar interessat per ritmes llatins com els boleros, a l'adolescència va començar a derivar cap al heavy metal, molt influenciat per grups de rock i metal com ara The Beatles i Metallica. Amb setze anys va crear el grup Ekhymosis amb uns amics seus el 1998 , i aquell mateix any va publicar el seu àlbum de debut, Niño Gigante. La banda va publicar set àlbums d'estudi durant la seva carrera i va compartir escenari amb artistes com Alejandro Sanz, Aterciopelados i Ricky Martin; tanmateix, en paraules de Juanes, la banda "no podia sortir de Colòmbia" i va romandre "molt local i confinada al mercat colombià". Juanes va dissoldre el grup el 1998 per poder seguir una carrera en solitari.
L'any 2000, Juanes va llançar el seu primer disc en solitari Fíjate Bien, produït per Gustavo Santaolalla. L'àlbum va tenir bons resultats a Colòmbia, passant deu setmanes a la posició número u, però no va tenir èxit en altres països. L'àlbum li va valer tres premis Grammy llatins al millor artista revelació, millor àlbum vocal de rock en solitari i millor cançó de rock, i Juanes va actuar a la gala de premis. Més tard aquella nit, Juanes va portar maquetes de més de quaranta cançons noves a l'estudi de Santaolalla, a punt per començar a treballar en un altre àlbum
Juanes ha guanyat 26 premis Grammy Llatins i tres premis Grammy. Va rebre el Premi del President de BMI als Premis BMI Llatins del 2010. Juanes també és conegut per la seva tasca humanitària, especialment amb l'ajuda a les víctimes colombianes de mines antipersones a través de la seva ONG Fundación Mi Sangre. L'abril de 2013, Juanes va publicar una autobiografia titulada Perseguint el sol en què explica la seva història a través de narracions i imatges. És un dels artistes en castellà que més vendes ha fet.

## Discografia
- 2000 - Fíjate Bien
- 2002 - Un Día Normal
- 2004 - Mi Sangre
- 2007 - La Vida... Es un Ratico
- 2010 - P.A.R.C.E.